# Jahja Muhammad Hasanajn
Jahja Muhammad Hasanajn, Yehya Mohamed Hassanein (ar. يحيى محمد حسنين; ur. 24 września 1944 w Kairze) – egipski zapaśnik walczący w obu stylach. Olimpijczyk z Meksyku 1968, gdzie odpadł w eliminacjach w kategorii 63 kg w stylu klasycznym.
Złoty medalista mistrzostw Afryki w 1971.
- Turniej w Meksyku 1968

Przegrał z Irańczykiem Seyedem Hosseinem Moarebem i Bułgarem Dimityrem Galinczewem i odpadł z turnieju.